# Seisyllwg
Seisyllwg ([sɛiˈsəɬʊɡ]) fue un pequeño reino del Gales medieval. No está claro en qué momento surge como entidad política diferenciada, pero según fuentes más tardías procede de la unión del preexistente Reino de Ceredigion con la región conocida como Ystrad Tywi. Cubre, por tanto, el actual condado de Ceredigion, parte de Carmarthenshire y la Península de Gower. Su nombre procede del de Seisyll, rey de Ceridigion en el siglo VII o comienzos del siglo VIII, pero se desconoce si este rey fue o no directamente responsable de su establecimiento. En el siglo X Seisyllwg fue el centro del poder de Hywel Dda, quién llegó a gobernar la mayoría de Gales. En 920 Hywel fusionó Seisyllwg con el Reino de Dyfed para formar el nuevo reino de Deheubarth.

## Orígenes
No está claro en qué momento Seisyllwg apareció como entidad independiente. Se asume que su nombre procede de Seisyll ap Clydog, rey de Ceredigion en el siglo VII o comienzos del siglo VIII y al que, por lo tanto, se considera tradicionalmente como su fundador. Seisyll aparece citado en el manuscrito Harley, que forma parte de los Annales Cambriae, pero ninguna fuente cercana le atribuye la fundación de Seisyllwg y el nombre Ceredigion sigue siendo el utilizado en el siglo IX. El nombre Seisyllwg no aparece hasta fuentes más tardías, como el Libro de Llandaff, las Tríadas galesas, y las Leyes galesas, describiéndose en estas últimas como una de las tres subdivisiones principales de Gales del Sur junto con Morgannwg y Reinwg (probablemente Dyfed). Aun así, la primera descripción clara del territorio está en la Primera Rama del Mabinogion, donde se indica que Seisyllwg incluye los cuatro cantrefs de Ceredigion más los tres de Ystrad Tywi, una descripción que concuerda con la de las Leyes.

## Historia posterior y unión con Dyfed
En 872, Gwgon, último en la línea tradicional de reyes de Ceredigion, murió sin dejar heredero. La hermana de Gwgon, Angharad, estaba casada con Rhodri el Grande de Gwynedd, quién pasó a ser custodio del reino de Gwgon. Aunque esto no dio a Rhodri un pretexto para reclamar el trono, sí que le permitió instalar en él a Cadell, el hijo más joven que había tenido con Angharad. Cadell gobernó como vasallo de su padre y, más tarde, de su hermano mayor Anarawd.
Tras la muerte de Cadell en 911, Seisyllwg quedó dividido entre sus dos hijos, Howel (más tarde conocido como Hywel Dda, o Hywel el Bueno), y Clydog. Hywel probablemente controlaba ya el vecino reino de Dyfed, pues no se conocen reyes de Dyfed tras la muerte de Llywarch ap Hyfaidd en 904 y se tiene constancia de que Hywel se había casado con Elen, hija de Llywarch. Con seguridad ya controlaba Dyfed en el momento de la muerte de Clydog, en 920, momento en el que la totalidad de Seissylwg paso a manos de Hywel. Hwyel fusionó de inmediato Seisyllwg y Dyfed, dando origen al reino de Deheubarth, que ocupó la mayoría del suroeste de Gales.